# Bartolomeo Beverini
Bartolomeo Beverini, né le 3 mai 1629 à Lucques (République de Lucques) et mort le 24 octobre 1686 dans la même ville, est un érudit, poète et écrivain italien membre des Clercs réguliers de la Mère de Dieu. Ses Annales Lucenses, écrites en latin restes manuscrites jusqu’en 1829, décerne à Beverini le surnom de Tite-Live de Lucques. Pietro Giordani a traduit le XIVe livre.

## Biographie
Bartolomeo Beverini naît à Lucques le 3 mai 1629. À seize ans, il se rend à Rome et entre dans la congrégation des Clercs réguliers de la Mère de Dieu. Il prononce ses vœux en 1647. Ayant achevé ses études en théologie, il professe lui-même pendant quatre ans dans cette faculté. Il est ensuite appelé à Lucques pour y enseigner la rhétorique, et tire des forts appointements de cette chaire, fondée et salariée par le sénat, les moyens de faire subsister honorablement son vieux père et sa famille. Il se fixe dans cette place et la remplit avec distinction le reste de sa vie. Il n'accepte aucun de poste élevé de sa congrégation, par crainte d’être détourné de ses études par les affaires. Il est en correspondance avec différents personnages illustres de son temps, et Christine, reine de Suède, lui demande souvent des vers de sa composition. On voit qu’il travaille facilement, par le peu de temps que lui coûte sa traduction de l’Énéide ; on assure, et il dit lui-même dans sa préface, qu’il l’achève en treize mois. Sa traduction ne fait pas oublier celle d’Annibal Caro, malgré l’énormité des éloges de Redi, qui lui écrit qu’elle a été inspirée par l’immortel génie du grand Virgile, assisté par celui de Tasse. Beverini meurt d’une fièvre maligne, le 24 octobre 1686.

## Œuvres
On a de lui un grand nombre d’ouvrages, tant en latin qu’en italien, dont les principaux sont :
- Sæculum niveum, Roma virginea, et Dies niveus, 3 petits recueils latins sur le même sujet : de Nivibus exquiliniis, sive de sacris Nivibus, publiés à Rome, 1650, 1651 et 1652, in-4°, contenant chacun deux discours ou harangues, une idylle latine et une italienne.
- Rime, Lucques, 1654, in-12 ; 2e édit., augmentée et dédiée à la reine Christine, Rome, 1666, in-12.
- Discorsi sacri, Lucques, 1658, in-12 ; 2e édit., augmentée, Venise, 1682.
- Carminum lib. 7, Lucques, 1674, in-12.
- Eneide di Virgilio trasportata in ottava rima : cette traduction estimée, qui n’avait coûté de premier travail à l’auteur que si peu de temps, comme on l’a vu plus haut, mais qu’il corrigea ensuite avec soin, parut pour la première fois à Lucques, 1680, in-12. Elle a été réimprimée plusieurs fois, notamment à Rome, en 1700, in-4°.
- Prediche, Discorsi, e Lezioni, opera postuma, Vienne, 1692, in-4°.
- Syntagma de ponderibus et mensuris, in quo veterum nummorum pretium, ac mensurarum quantitas demonstratur, etc., opus posthumum, Lucques, 1711, in-8°. Cet ouvrage, rempli d’érudition, et qui entre dans toutes les collections de cette espèce, a été réimprimé un grand nombre de fois : il est suivi d’un traité des Comices des Romains, par le même auteur.
- (la) Bartolomeo Beverini, Annalium ab origine Luciensis urbis libri XV, vol. 1, Lucques, typis Francisci Bertinii, 1829 (lire en ligne)
- (la) Bartolomeo Beverini, Annalium ab origine Luciensis urbis libri XV, vol. 2, Lucques, typis Francisci Bertinii, 1829 (lire en ligne)
- (la) Bartolomeo Beverini, Annalium ab origine Luciensis urbis libri XV, vol. 3, Lucques, typis Francisci Bertinii, 1830 (lire en ligne)
- (la) Bartolomeo Beverini, Annalium ab origine Luciensis urbis libri XV, vol. 4, Lucques, typis Francisci Bertinii, 1832 (lire en ligne)